# Zincirlikuyu
Zincirlikuyu è un quartiere (in turco Semt) di Istanbul, al confine tra il distretto di Şişli e quello di Beşiktaş, tra Esentepe e Levent, all'incrocio tra la strada di collegamento del Ponte dei Martiri del 15 luglio, Büyükdere Caddesi e Barbaros Bulvari. Il punto di intersezione tra Büyükdere Caddesi e Barbaros Bulvari è noto come la Giunzione di Zincirlikuyu (in turco Zincirlikuyu Kavşağı).
Gran parte del quartiere di Zincirlikuyu si trova entro i confini del distretto di Şişli ed è collegato al quartiere di Esentepe. Questa parte del quartiere è quella a ovest di Büyükdere Caddesi. Inoltre, anche una piccola area sul lato opposto (est) di Büyükdere Caddesi è considerata parte del quartiere Zincirlikuyu. Tuttavia, quest'area rientra nei confini del distretto di Beşiktaş ed è collegata al quartiere di Nisbetiye.

## Monumenti e luoghi di interesse
Il cimitero di Zincirlikuyu, uno dei più grandi cimiteri di Istanbul, copre gran parte del quartiere di Zincirlikuyu.

## Trasporti
- Yenikapı - Hacıosman
- Gayrettepe - Aeroporto di Istanbul
- Metrobüs